# Сенное (Симферопольский район)
Се́нное (до 1948 года Тырки́; укр. Сінне, крымскотат. Tirke, Тирке) — упразднённое село в Симферопольском районе Крыма, в верховьях долины Салгира, включённое в состав Чайковского.

## История
Впервые в доступных источниках, как безымянный хутор, встречается на верстовой карте Крыма 1892 года, но ни в Статистическом справочнике Таврической губернии 1915 года, ни в результатах переписи 1926 года, поселение с названием, похожим на Тырке, не значится. Не обозначено Тырке и на километровой карте Генштаба Красной армии 1941 года. Первый документ, упоминающий село — указ Президиума Верховного Совета РСФСР от 18 мая 1948 года, о переименовании Тырки в Сенное. В это время село входило в состав Перевальненского сельсовета, в том же, 1948 году, по решению исполкома, были укрупнены сельсоветы, в том числе Перевальненский и село передали в состав Заречненского. Решением Крымоблисполкома от 8 сентября 1958 года № 834 были объединены сёла Сенное и Чайковское (по справочнику — в период с 1954 по 1968 год).